# Microsoft Cognitive Toolkit
Microsoft Cognitive Toolkitはマイクロソフトリサーチによって開発されたディープラーニングフレームワークで以前はCNTKと呼ばれていた。ディープラーニングを容易に利用するためのライブラリであり、GPUやネットワークの利用による並列処理により実行効率を向上させる機能が実装されている。